# Ferrovia Chamonix-Montenvers
La ferrovia Chamonix-Montenvers è una linea ferroviaria a cremagliera della lunghezza di 5,1 km che dalla stazione di Chamonix della Ferrovia Martigny-Le Chatelard-Saint Gervais, in Alta Savoia (Francia), raggiunge Montenvers da dove è possibile raggiungere il ghiacciaio della Mer de Glace, nel massiccio del Monte Bianco.

## Storia

### Prodromi

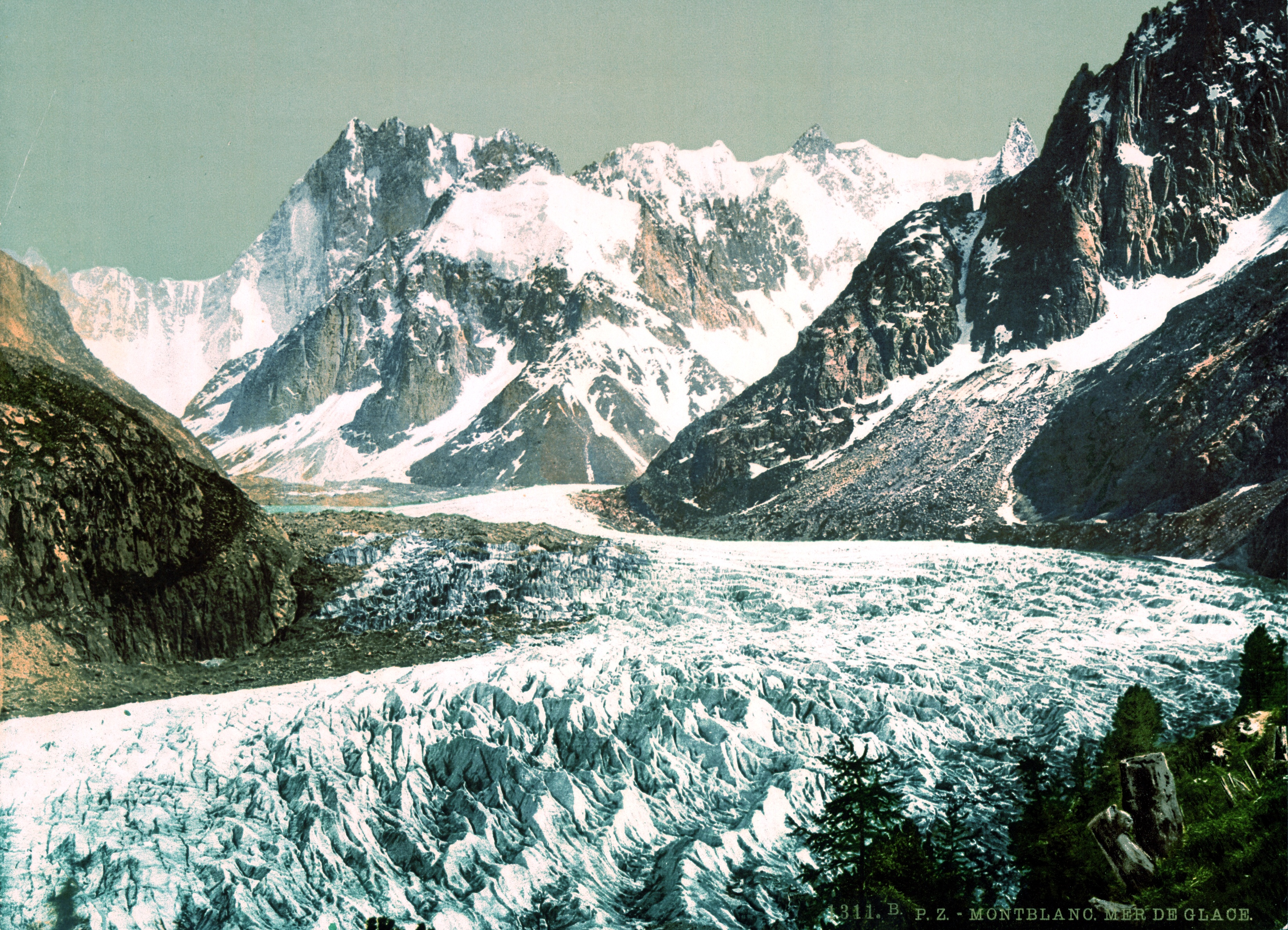
Il ghiacciaio "Mer de Glace" nei pressi di Montenvers intorno al 1890.

Alla fine del XIX secolo, la località di Chamonix era divenuta un rinomato punto di partenza per le escursioni in montagna. Nel 1885 si conteggiò un afflusso di circa 12.000 visitatori interessati principalmente a raggiungere Montenvers, cittadina con una spettacolare prospettiva sul Mer de Glace. Il viaggio veniva fatto a piedi, in mulo o in portantina e garantiva l'occupazione di circa 380 tra guide e mulattieri.
Nel 1877, Charles Durier aveva avanzato la proposta di dotare Montenvers di una ferrovia, a simiglianza di quanto avveniva sul Rigi dove migliaia di turisti venivano trasportati per mezzo di apposite locomotive a vapore. Un gruppo di investitori di Bonneville, Annemasse e Ginevra nel 1892 avanzò una richiesta di concessione al Consiglio generale dell'Alta Savoia allo scopo di costruire una linea, a semplice binario e a scartamento metrico della lunghezza di 5,5 km e a cremagliera con stazione finale a Montenvers. Il Consiglio generale autorizzò una pubblica consultazione, nonostante l'opposizione del rappresentante di Chamonix; i motivi di opposizione traevano origine dal timore che la ferrovia potesse danneggiare gli interessi dei cittadini avviando lo sfruttamento del turismo da parte di società "esterne".
Per aggirare l'opposizione del comune si ricorse all'espediente di far correre la linea sul percorso della strada, di competenza del dipartimento e non del comune. Nel 1893, il Consiglio generale espresse parere favorevole a condizione che l'esercizio fosse ad esclusiva responsabilità dell'operatore e che quest'ultimo non costruisse un hotel a Montenvers, per evitare che danneggiasse quello costruito nel comune di Chamonix.
Fu aggiunta una clausola che obbligava l'operatore a mettere il doppio binario nel caso il fatturato annuo superasse la somma di 40 000 franchi. La convenzione fu firmata il 6 marzo 1897 dal prefetto dell'Alta Savoia e da un rappresentante della società prevedendo la concessione all'esercizio per un periodo di 99 anni. Il progetto di tracciato fu approvato il 25 agosto 1898.

### Costruzione

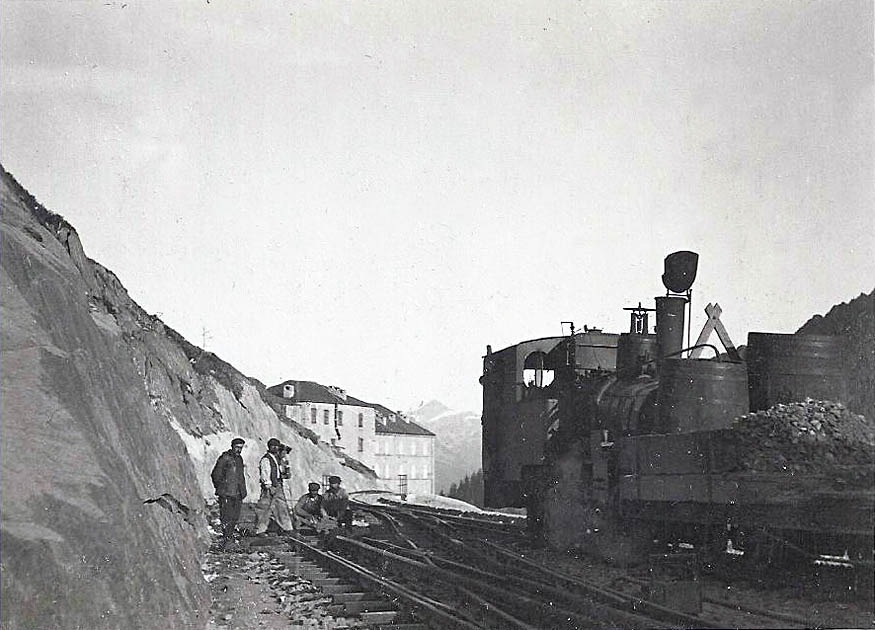
Costruzione della ferrovia di Montenvers.

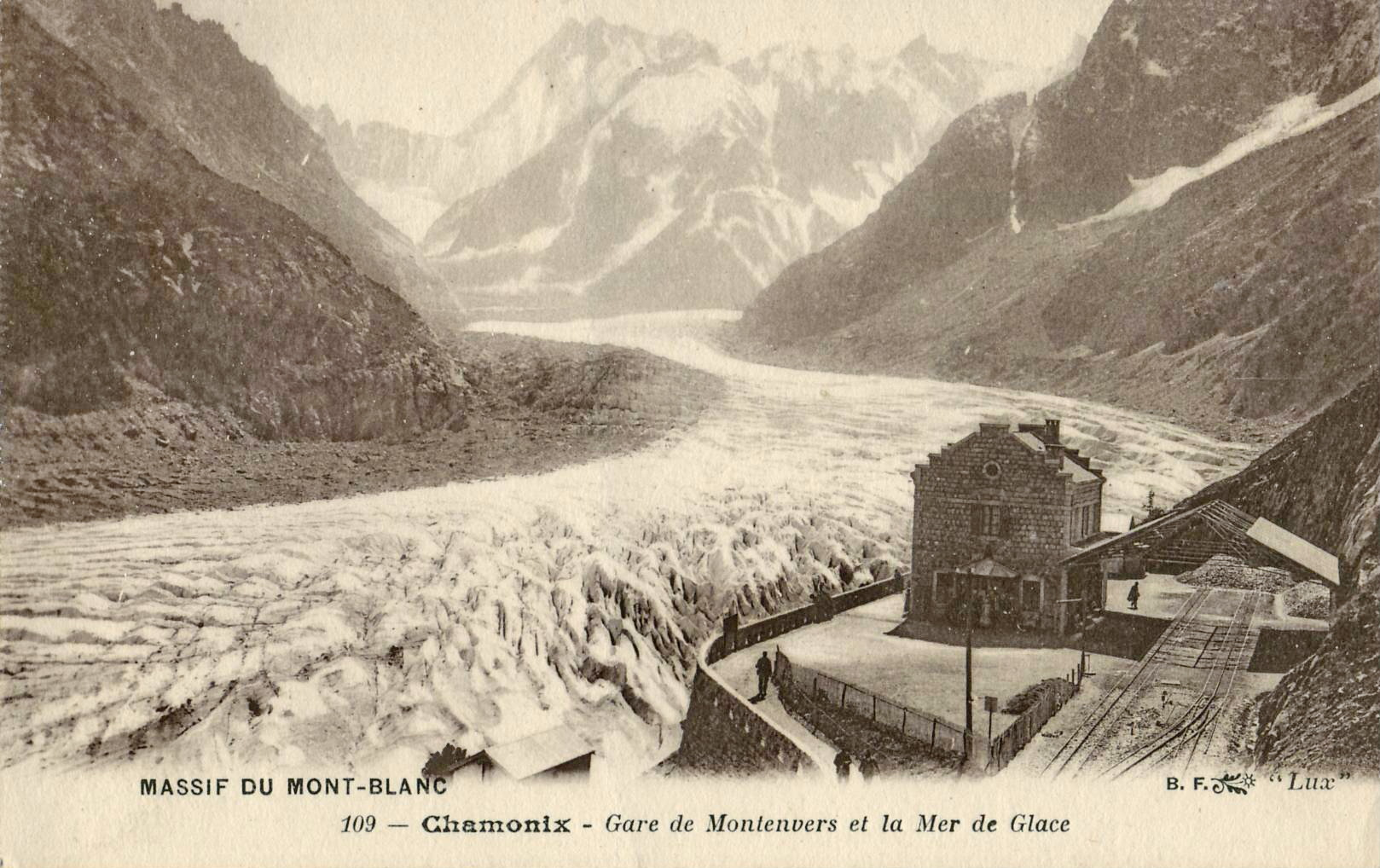
Vista della stazione di Montenvers agli inizi dell'esercizio

Nonostante tutto fosse già predisposto i concessionari, prima di iniziare i lavori, preferirono temporeggiare fino all'arrivo a Chamonix della ferrovia della PLM. Il primo tratto della Ferrovia Martigny-Le Chatelard-Saint Gervais fino a Chamonix, fu inaugurato il 25 luglio 1901. Il 16 marzo 1903 vennero avviati i progetti esecutivi. La trazione elettrica venne scartata perché troppo costosa e fu contattata l'azienda svizzera SLM di Winterthur per il progetto di una locomotiva a vapore. Nel 1905 venne approvato un emendamento che sopprimeva la postilla del doppio binario. Il 5 aprile venne fondata la Société du chemin de fer d'intérêt local de Chamonix au Montenvers con la durata di 99 anni. Il 28 agosto il progetto finale veniva approvato dall'organismo di controllo statale Conseil général des ponts et chaussées. Il percorso finale risultava di 5,407 km, con pendenze fino a 220 per mille, raggio minimo delle curve di 80 m e cremagliera tipo Strub per tutto il percorso eccetto le stazioni terminali.
I lavori di sbancamento e sterro iniziarono nel maggio 1906 allo scioglimento delle nevi con l'impiego di manodopera proveniente dalle regioni circostanti (Piemonte, Val d'Aosta e Savoia) in quantità variabile tra i 200 e i 250 operai il cui alloggio era stato previsto nell'area ove sarebbe sorta la stazione di Chamonix. Nel 1907 il sedime era già stato tracciato; nei pressi di "Les Planards" correva in trincea ed era coperto per circa 104 m a protezione dalle valanghe. Nello stesso anno venne scavata la galleria di Grépon (lunga 306 m). Più in alto iniziava la costruzione del viadotto di Montenvers e venivano realizzate sei delle undici arcate. Durante l'estate iniziava la costruzione degli edifici di stazione a Chamonix e a Montenvers e cominciava ad arrivare anche il materiale di armamento e le prime locomotive. La massicciata veniva approntata a partire dal 24 ottobre e i binari dal 4 novembre. Il primo chilometro di linea era pronto prima della sospensione invernale dei lavori.
Approfittando della sosta invernale venivano portati avanti i lavori nella stazione capolinea di Chamonix; il collegamento con la stazione della PLM venne realizzato con un ponte in ferro. Nella primavera del 1908 riprendevano i lavori di armamento raggiungendo Caillet nel mese di giugno mentre continuava la consegna di quasi tutti i veicoli. In estate era rimasto da completare solo l'ultimo chilometro. Il 9 agosto, previa autorizzazione dell'Ufficio "Ponts et Chaussées", la linea fu aperta fino al chilometro 4+541 alla fermata di Filliaz con grande partecipazione di pubblico. Intanto proseguivano attivamente i lavori per completare la linea; Il 7 novembre veniva raggiunta la stazione Montenvers, prima della sosta invernale. Nella primavera del 1909 dopo le ultime rifiniture la linea veniva inaugurata interamente il 29 maggio 1909.

### Esercizio con trazione a vapore

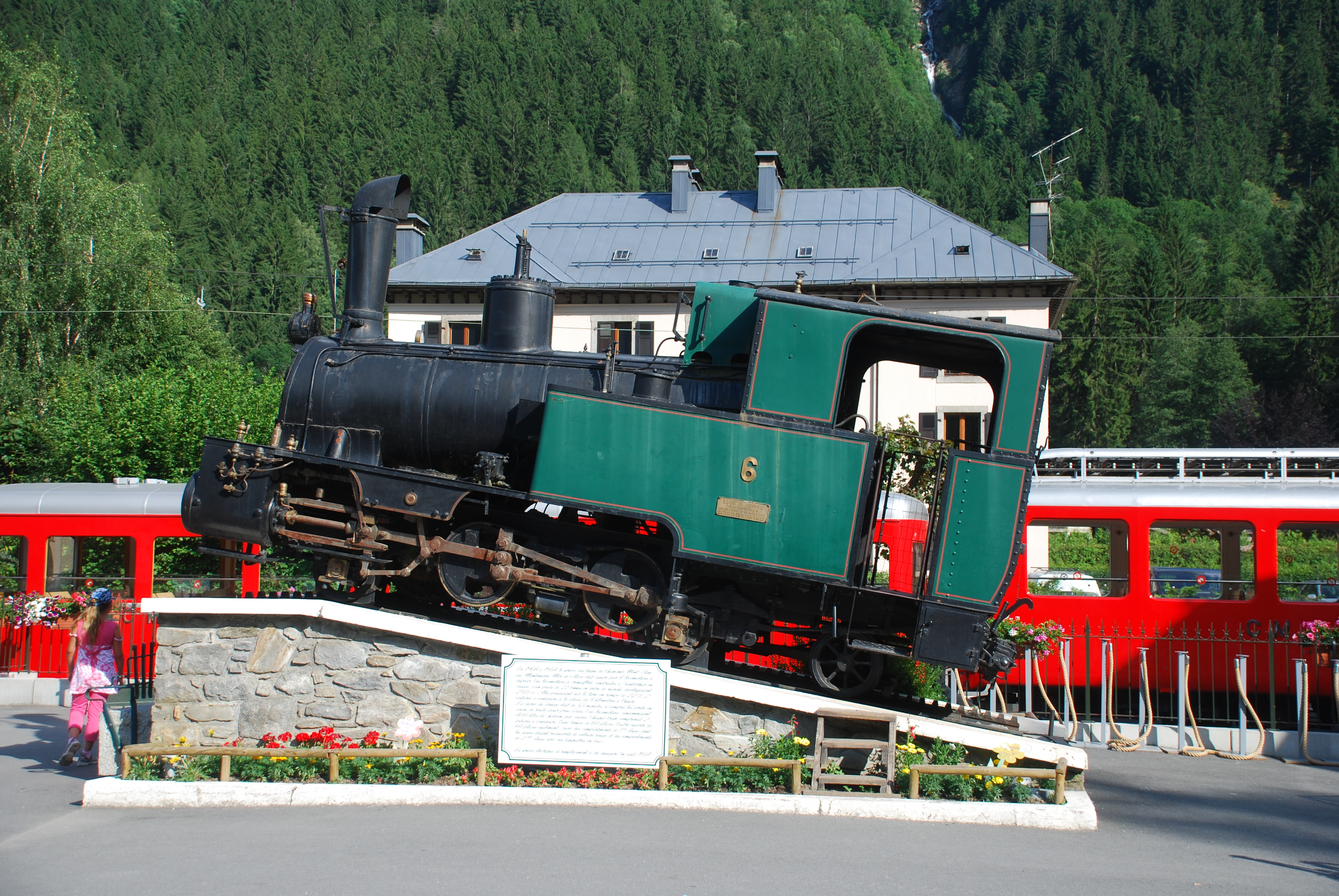
Locomotiva n. 6 esposta come monumento

La linea fu inaugurata il 29 maggio con trazione a vapore utilizzando le locomotive di costruzione svizzera SLM permettendo così di raggiungere, dalla stazione di Chamonix (a 1042 m), l'Hotel de Montenvers costruito alla quota di 1913 m.
La linea venne elettrificata nel 1954.
La gestione è affidata alla Compagnia del Monte-Bianco. Una delle locomotive restaurata staticamente è esposta come monumento a Chamonix.

## Percorso
|  | Continuation backward |

| Head station | Station on track |

| Straight track | Unknown route-map component "CONTl+g" |

| Non-passenger station/depot on track |

| Non-passenger station/depot on track |

| End station |

## Caratteristiche
- Scartamento: metrico 1000 mm
- Cremagliera: tipo Strub
- Pendenza massima: 220 ‰
- Trazione: elettrica a corrente alternata 11 kV, 50 Hz

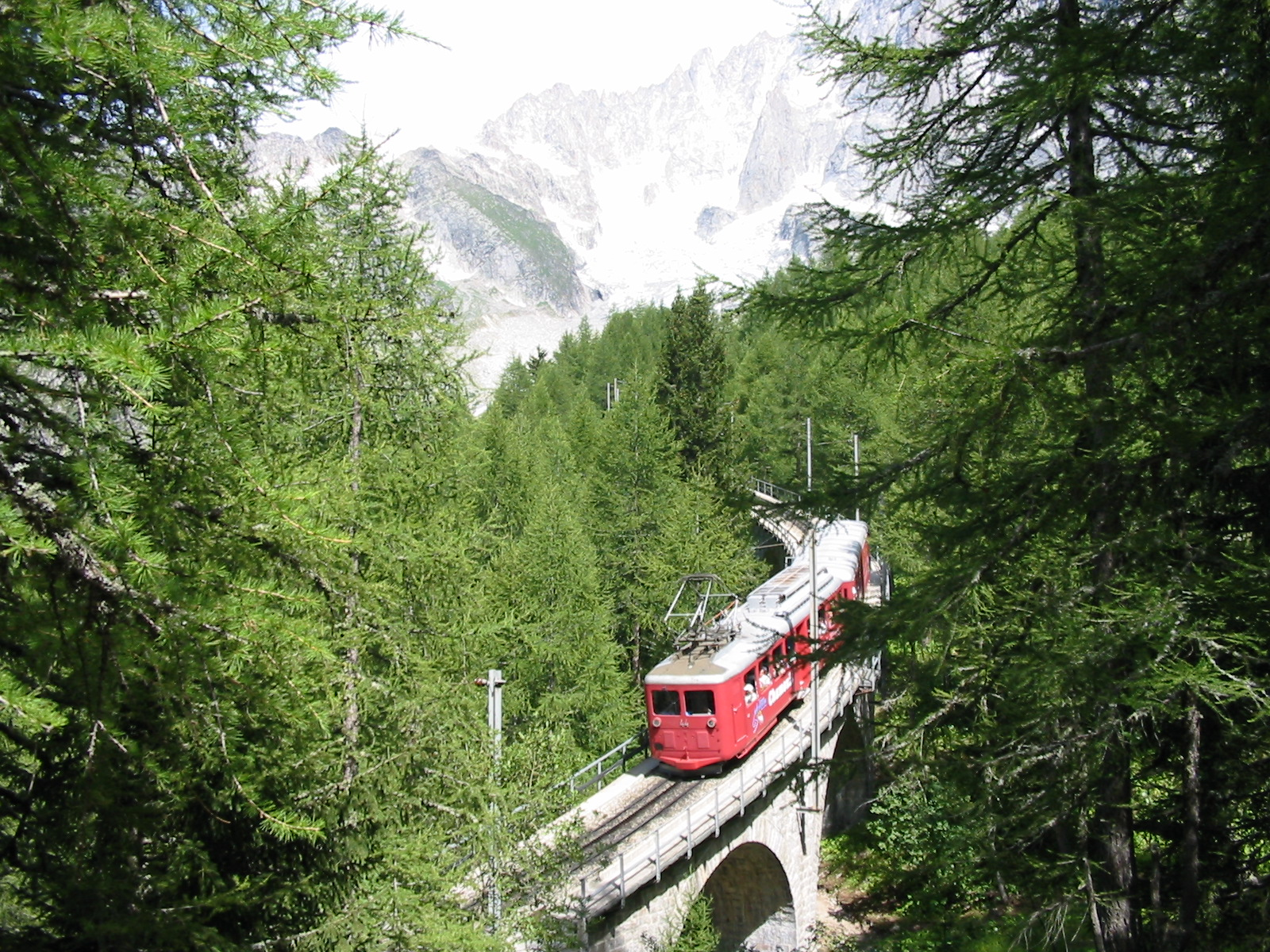
Un treno sul viadotto di Montenvers